# Von Wydenbruck
Wydenbruck

Von Wydenbruck was een uit het Rijnland afkomstig geslacht dat waarvan leden tot de Duitse, Oostenrijkse en Nederlandse adel behoorden. Een tak van de familie leefde nadien in de streek rond Twente onder de naam Wiedenbroek. Het geslacht stierf uit in 1971.

## Geschiedenis
Hoewel de voorgenomen stamreeks opklimt tot de 10de eeuw, vindt men een eerste bevestiging van de adellijke status van deze familie in een diploma gegeven te Regensburg op 2 juni 1532 waarbij Keizer Karel V de Edelfrei status van de familie bevestigde voor ene Eberhard von Wydenbruck. De daarna bewezen stamreeks volgt met Peter von Wydenbruck (1540-1614) wiens zoon Bernhard I (†1643) geheimraad van de Rijksabdij van Corvey en het Graafschap Lippe en later kanselier was van Ferdinand van Beieren, keurvorst en bisschop van Keulen. Bernhard I en zijn zoon Bernhard II worden in respectievelijk 1643 en 1644 door Keizer Ferdinand III benoemd tot paltsgraaf.

### Wydenbruck-Loë

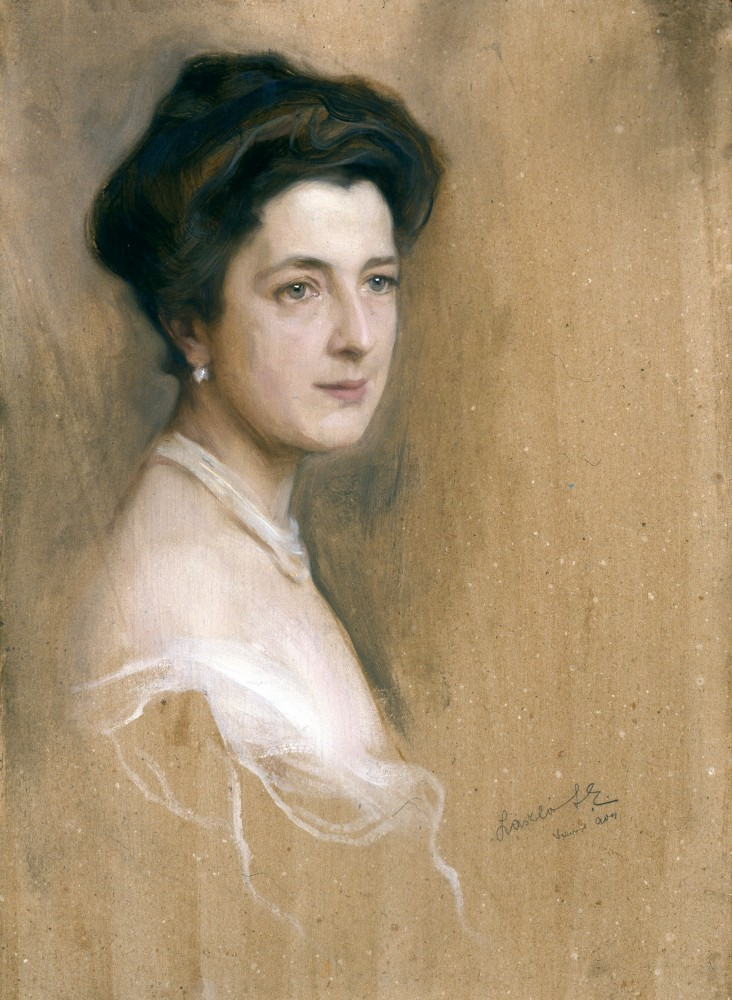
Marie, gravin von Wydenbruck-Loë (geb. Maria, gravin Esterházy de Galántha (1859-1926)), studieportret (1904) door Philip Alexius de László

De nakomelingen bleven grotendeels in en rond Münster wonen tot een zoon van Bernhard II in 1698 huwde met Wilhelmina von und zum Loë und Dorneburg die erfvrouwe was van de waterburcht Loë bij Marl,  Recklinghausen. Deze burcht zal in 1863 in het bezit van de Hertog van Arenberg komen en door hem gesloopt worden.  De verdere afstammelingen van Wilhelmina en haar echtgenoot gingen nu von Wydenbrück-Loë heten. 
Door opeenvolgende huwelijken die voldeden aan de voorwaarden van ebenbürtigkeit bleef de familie tijdens de 18de eeuw vasthouden aan haar rang en stand, zonder daarbij evenwel vooruitgang te maken.
Het is aan het einde van die tijd dat de oorsprong ligt van de Nederlandse adel van deze familie. Franz Christoph von Wydenbruck-Loë (1785-1865) zal bij koninklijk besluit van 2 maart 1825 erkend worden als Nederlander. Hij is reeds sinds 1806 ontvanger en inspecteur der belastingen in opeenvolgend Paal , Gent en Luxemburg. In 1806 huwde hij met Alexandrine Françoise Arrazola de Oñate (°1782), dochter van de baron van Meldert. Hij zal in 1834 ingelijfd worden bij de Nederlandse adel met de titel van baron op allen. 
De lijn wordt in de volgende generatie verdergezet langs Ferdinand Marie von Wydenbruck-Loë (1809-1878). Hij zal een lange en diverse carrière kennen in diplomatieke dienst van de Oostenrijkse Habsburgers. Op 25 januari 1865 word Ferdinand benoemt tot de ambassadeur van Oostenrijk-Hongarije tot de Verenigde Staten in Washington. De kinderen die hij heeft met zijn Engelse echtgenote zullen de eerste jaren van hun leven in de Verenigde Staten opgroeien, ver weg van het Weense hofleven. Kleindochter en auteur Nora Wydenbruck zal dit later aanhalen als één van de redenen dat de familieleden, eens terug in Wenen, er "democratische voorkeuren" op nahouden en "een algemene afkeer [hadden] van de Oostenrijkse samenleving en haar Byzantijnse klassentegenstellingen".
Eens terug in Wenen, waren de Wydenbruck familieleden gekend voor hun connecties in het artistieke milieu. Zij waren patronen van onder meer Gustav Mahler, Marie Gutheil-Schoder, Leo Slezak en Anton van Rooy. Gravin August von Wydenbruck-Loë (geb. Esterházy de Galántha) leidde Mark Twain (1835-1910) en zijn genootschap rond, die Wenen bezocht in de periode van 1897-1899. De grafin organiseerde openbare lezingen van Mark Twains werken in Wenen.

### Wiedenbroek
Hoewel de geadelde tak van de familie na haar inlijving in de Nederlandse adel nooit meer in Nederland woonde, was er reeds sinds het einde van de 18de eeuw een tak vanuit Münster ingeweken en gevestigd in de regio Twente.
Door vererving kwamen verschillende weilanden onder Haaksbergen in het bezit van de familie, dewelke de naam van de familie gingen dragen en vandaag nog steeds zo gekend zijn. Een straat die de gebieden doorsnijdt draagt de naam Wiedenbroeksingel.

## Telgen
- Paltsgraaf, Heilige Roomse Rijk, adelserkenning (op allen) en benoeming (functioneel, persoonlijk).

 - Baron/barones, Verenigd Koninkrijk der Nederlanden, op allen.

 - Graaf/gravin, Keizerrijk Oostenrijk, op allen.
- Peter von Wydenbruck (1540-1614)  Elisabeth von Herde.
  -   Bernhard I (†1643), paltsgraaf (HRR, 1643), geheimraad Rijksabdij van Corvey en Graafschap Lippe, kanselier van Ferdinand van Beieren  Elisabeth von Plönnies.
    -  Bernhard II (†1672), paltsgraaf (HRR, 1644), geheimraad en hofrechter prins-bisschop van Munster, gezant Munster Rijksdag Regensburg (1652-1654), Frankfurt (1655), Keulen (1655), Wenen (1656), Oostfriesland (1663) en bij de abdijen van Dorsten (1665), Kleef (1666) en Northorn (1666)  Elisabeth von Rham zu Plittersdorf.
      - Christoph Paul von Wydenbruck-Loë (†1698), heer van Büderich en Engsterstein, geheimraad prins-bisschop van Munster  Wilhelmina von und zum Loë und Dorneburg, erfvrouwe van Loë bij Marl.
        - Johann Heinrich
        - Christoph Wilhelm (1678-1767), heer van Loë en Büderich  Christina Antoinette von Ketteler zu Sythen
          - Christoph Franz (°1720), heer van Loë en Büderich  Regina Christine von Wrede zu Amecke (1727-1774), dochter van Carl Philipp en Maria Anna von Schade zu Salwey.
            - Theodor Franz (1767-1833), kapitein en kamerheer Keurvorst van Keulen  Maria Dorothea de Robinet-Grenon (1762-1836), dochter van Jacques Philippe en Maria Dorothea de Neumann 
              -  Franz Christoph (1785-1865), baron (NL, 1834) Ontvanger en inspecteur der belastingen, Directeur van Openbare Werken (1841)  Alexandrine Françoise Arrazola de Oñate (1782-1815), dochter van Martin Joseph (1741-1803), baron van Meldert en Marie Elisabeth de Lardinois de Ville (1742-1812)
                -  Aurelia Philippina (°1807)   Alexandre Adrien Boudry (°1805), met nageslacht.
                - Michel Jean (1808-1826), ongehuwd.
                -  Ferdinand Marie (1809-1878)  Isabella Luise St. John - Blacker (1829-1900)
                  -  Christoph Anton (1856-1917)  Marie Franziska Fugger von Babenhausen (°1858), dochter van Vorst Karl Ludwig IV (1829-1906) en Friederike Marie, gravin von Christalnigg von und zu Gillitzstein (1832-1888)
                    -  Eleonora "Nora" Frederika (1894-1959)  Alfons Purtscher (1885-1962)
                    -  Hélène Isabella (°1881)  Nikolaus Wladimir Des Fours-Walderode zu Mont und Athienville (1877-1941), gescheiden in 1904.

                  -  August Wilhelm (1857-1905)  Marie gravin Esterházy de Galántha (1859-1926)
                    -  Klementine Isabella (1884-1971)  Nikolaus Edler von Ružičić-Sanodol (1875-1955), met nageslacht.
                    -  Gabrielle Karoline (1886-1955)  Nikolaus Wladimir Des Fours-Walderode zu Mont und Athienville (1877-1941), met nageslacht.
                    -   Wilhelm Joseph (1890-1968)  Diantha Pattinson (1894-1976) Broadway actrice, dochter van Frank Ambler Pattison (1867-1946) en Mary Hart Pattison (1869-1951)

                  -  Isabella Luisa (1862-1936)  Victor Franz graaf Folliot de Crenneville-Poutet (1847-1920), zoon van Franz Folliot de Crenneville en Hermine Chotek von Chotkow und Wognin, met nageslacht.

                -  Clémentine Geraldine (1822-1847), ingetreden (1844) bij de dames Notre-Dame de Luxembourg (Sainte-Sophie), verantwoordelijke (1847) Normaalschool en Pensionaat.

    - Hildebrand (1629-1677), kanselier van Bentheim  Anna Christina von Bockhorst
      - Philipp Bernhard
      - Maria Agnes
      - Mathias Wilhelm 1 Maria Catherina Marckloff tot Ensinck (†1704) 2 Agnes Mechteld Hahn (1679-1775)
        - Bernard Wilhelm Wiedenbroek (1699-1774)
          -  Willem Herman (1739-1814)  Margaretha Buursink (1746-1828)
            - Bernard Wilhelm (1772-1827)  Catherina Cornelia Tellegen
              - Anastasia Maria Elisabeth (°1810)  Gerhard Herman Brandligt
              - Theodora Euphemia (1812-1886)  Johannes te Winkel (1819-1893)
              - Wilhelm Johann (1817-1898), ongehuwd.
              - Martin Reinold (1819-1885)  Gezina Vluttert, zonder nageslacht.
              - Johanna Wilhelmina (°1824)

            - Gerharda (1774-1825)  Gerhardus Eijsink (1767-1833), met nageslacht.
            - Johanna Theodora (1779-1840)

        - Jochem Hildebrant  Maria Antoinetta van Basten (1714-1783)

1. ↑  Hermynia Zur Mühlen, Ende und Anfang - Ein Lebensbild, 1929 (Samuel Vischer Verlag, Berlin), p.169